# Trận Schleswig
Bản mẫu:Campaignbox First Schleswig War
Trận Schleswig hay Trận Slesvig, còn gọi là Trận Dannevirke là trận đánh thứ hai của cuộc Chiến tranh Schleswig lần thứ nhất, diễn ra vào ngày lễ Phục Sinh 23 tháng 4 năm 1848 giữa Quân đội Phổ và quân Schleswig – Holstein do tướng Phổ là Friedrich von Wrangel thống lĩnh với Quân đội Đan Mạch do Đại tá Frederik Læssøe chỉ huy. Sau một cuộc giao chiến ác liệt, quân Phổ và quân Schleswig – Holstein, với lợi thế lớn về quân số, đã đánh tan tành quân Đan Mạch, buộc đối phương phải rút lui. Chiến thắng toàn diện này đã tạo điều kiện cho quân đội Đức chiếm lĩnh hầu hết vùng Schleswig. Mặt khác, quân đội Đan Mạch vẫn còn tồn tại, dù rằng nhiều thương binh Đan Mạch đã chết sau chiến bại này.
Đây là thời khắc để quân Schleswig - Holstein rửa hận cho thất bại của mình trong trận Bov. Quân đội Phổ - vốn chỉ vừa mới tham chiến về phía Schleswig - Holstein, đã cùng với quân Schleswig - Holstein tiến công quân Đan Mạch buổi sáng lạnh lẽo hôm ấy. Mặc dù không trực tiếp tham gia trận chiến, sự hiện diện của một đoàn quân Liên minh các quốc gia Đức đã buộc quân Đan Mạch phải cố thủ. Quân Đan Mạch đã khôn khéo chống trả trước sức tấn công của quân Đức trong trận đánh này. Sau khi buộc đội tiền quân Đan Mạch phải thoái lui, Tướng Wrangel hạ lệnh cho quân cánh trái của ông tiến về hướng Tây, song một số đơn vị của cánh quân này đã thẳng tiến trước khi chỉ huy cánh quân này phát lệnh và giao tranh với quân Đan Mạch tại Bustrup. Đồng thời, Wrangel quyết định tấn công cao điểm về hướng Bắc Bustrup và ông ra lệnh cho quân cánh trái quay lại, song chỉ một phần của cánh quân này là nhận được lệnh. Quân Đan Mạch đã tổ chức phản công, và bất ngờ đội hậu quân cánh trái của Phổ đánh tan tác quân Đan Mạch. Về phía Đông, quân Phổ đã chiếm được Erdbeerenberg và cuộc giao chiến diễn ra ác liệt ở một số vị trí, và cuối cùng quân Đan Mạch phải tiến hành rút lui. Quân Đức đã đột chiếm được tuyến phòng thủ Dannevirke của đối phương. Trận đánh này đã gây ra tâm trạng thất vọng của người Đan Mạch đối với cuộc chiến tranh, trái ngược với thái độ lạc quan tại Copenhagen hồi tháng 3 năm 1848. Đồng thời, trận chiến Schleswig cũng được xem là một bước ngoặt thuận lợi cho đoàn quân Phổ trong chiến dịch này.
Quân Đức trong trận chiến này chịu thiệt hại là 461 người, trong khi thiệt hại của phía Đan Mạch là 891 người. Với việc quân đội Đan Mạch phải triệt thoái về hòn đảo Funen, quân đội Phổ dưới quyền tướng Wrangel đã chiếm giữ Jutland. Trận Schleswig đã tạo cảm hứng cho tác giả Carl Ploug sáng tác một bài hát về trận chiến này, "Passkeklokken kimed mildt..." (xem nguyên văn tại đây)

## Bối cảnh lịch sử
Trong cuộc cuộc chiến tranh ly khai kéo dài ba năm, Schleswig - Holstein được Vương quốc Phổ, Đế quốc Áo và Liên minh các quốc gia Đức ủng hộ đã chống lại Đan Mạch. Không những là vua Đan Mạch, Frederik VII còn là Công tước của Công quốc Schleswig-Holstein nhỏ bé của người Đức, mà người Đan Mạch xem là một phần của nước họ.